# Deep River
Deep River es el cuarto álbum de estudio de cantante japonesa Hikaru Utada. Fue número 1 con 4 025 000 copias vendidas. Fue lanzado al mercado el 19 de junio de 2002. Es famoso por tener la canción "Hikari" famosa por ser usada en el videojuego Kingdom Hearts (en la versión occidental del juego, ella canta una adaptación de la canción en inglés, llamada "Simple and Clean".) y por incluir en el libreto una foto del pie de la cantante. Todo el libreto esta impreso en blanco y negro.

## Lista de canciones
1. "SAKURA Drops" (SAKURAドロップス) - 4:58
2. "Traveling" - 5:14
3. "Shiawase ni Narou" (Vamos a ser felices) - 4:46
4. "Deep River" - 4:37
5. "Letters" - 4:48
6. "Play Ball" - 4:14
7. "Tokyo Nights" - 4:43
8. "A.S.A.P." - 4:56
9. "Uso Mitai na I Love You" (Un falso te quiero) - 4:49
10. "FINAL DISTANCE" - 5:38
11. "Bridge (Interlude)" - 1:09
12. "Hikari" (光) (literalmente, "Luz" contraparte japonesa de "Simple and Clean") - 5:02

- Datos: Q2698905